# Paróquia São José da Lagoa
A Paróquia São José da Lagoa é uma circunscrição eclesiástica católica brasileira sediada no município de Nova Era, no interior do estado de Minas Gerais. Faz parte da Diocese de Itabira-Fabriciano, estando situada na Região Pastoral II. Foi criada em 9 de outubro de 1848.